# Robbinsville (Észak-Karolina)
Robbinsville város az USA Észak-Karolina államában, Graham megyében, melynek megyeszékhelye is. Lakosainak száma 597 fő (2020. április 1.).

## Népesség
A település népességének változása:
| Lakosok száma | 47   | 620  | 597  |
|               | 1880 | 2010 | 2020 |